# آدم كولارد
آدم إليوت كولارد (بالإنجليزية: Adam Elliott Collard)‏، المولود في 26 أكتوبر 1995 في نيوكاسل أبون تاين، هو شخصية تلفزيونية و مدرب اللياقة البدنية إنجليزي.

## وصلات خارجية
- آدم كولارد على موقع IMDb (الإنجليزية)
- آدم كولارد على موقع روتن توميتوز (الإنجليزية)
- آدم كولارد على موقع قاعدة بيانات الفيلم (الإنجليزية)